# 新原・奴山古墳群

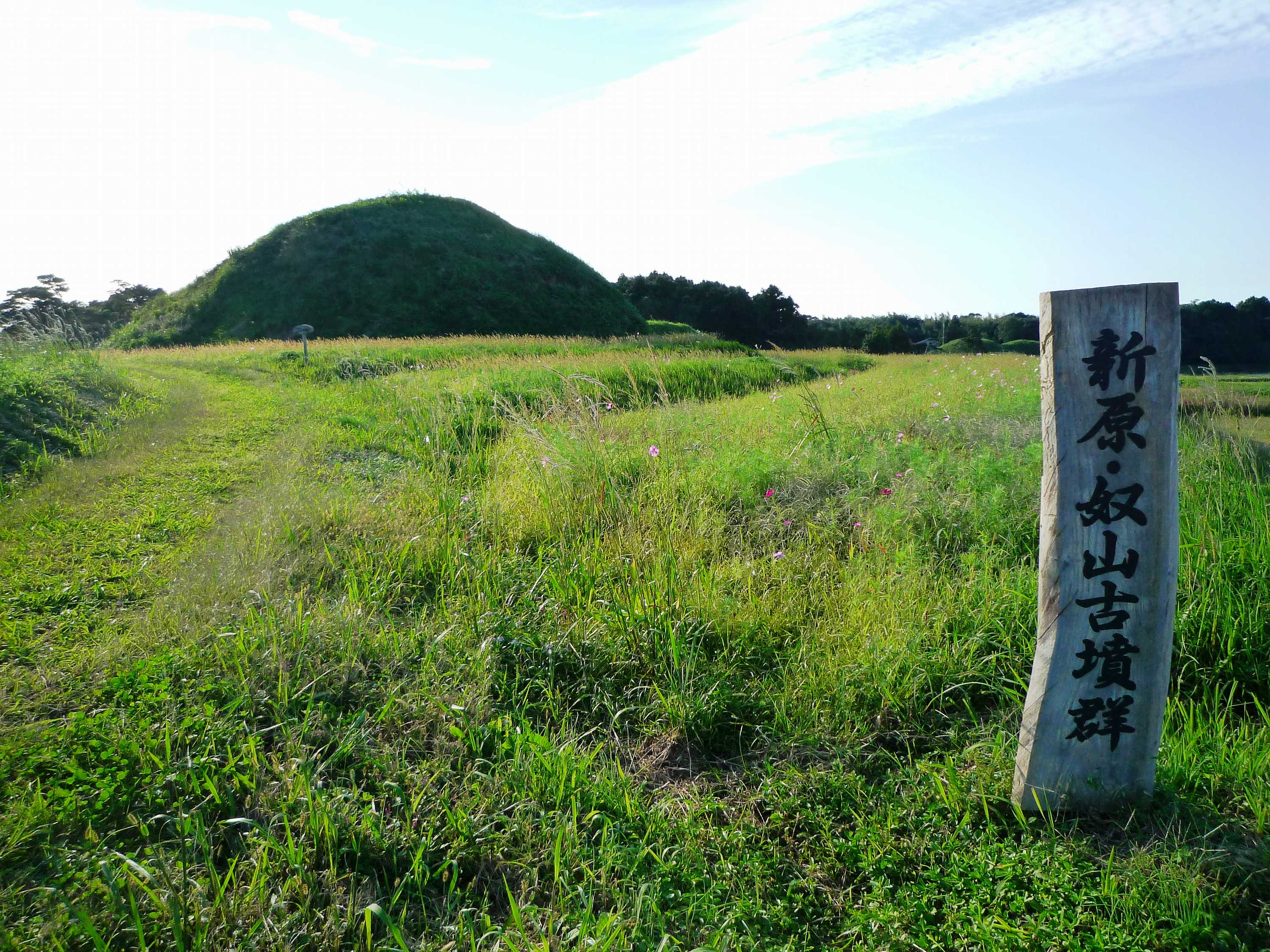
新原・奴山古墳群 木碑

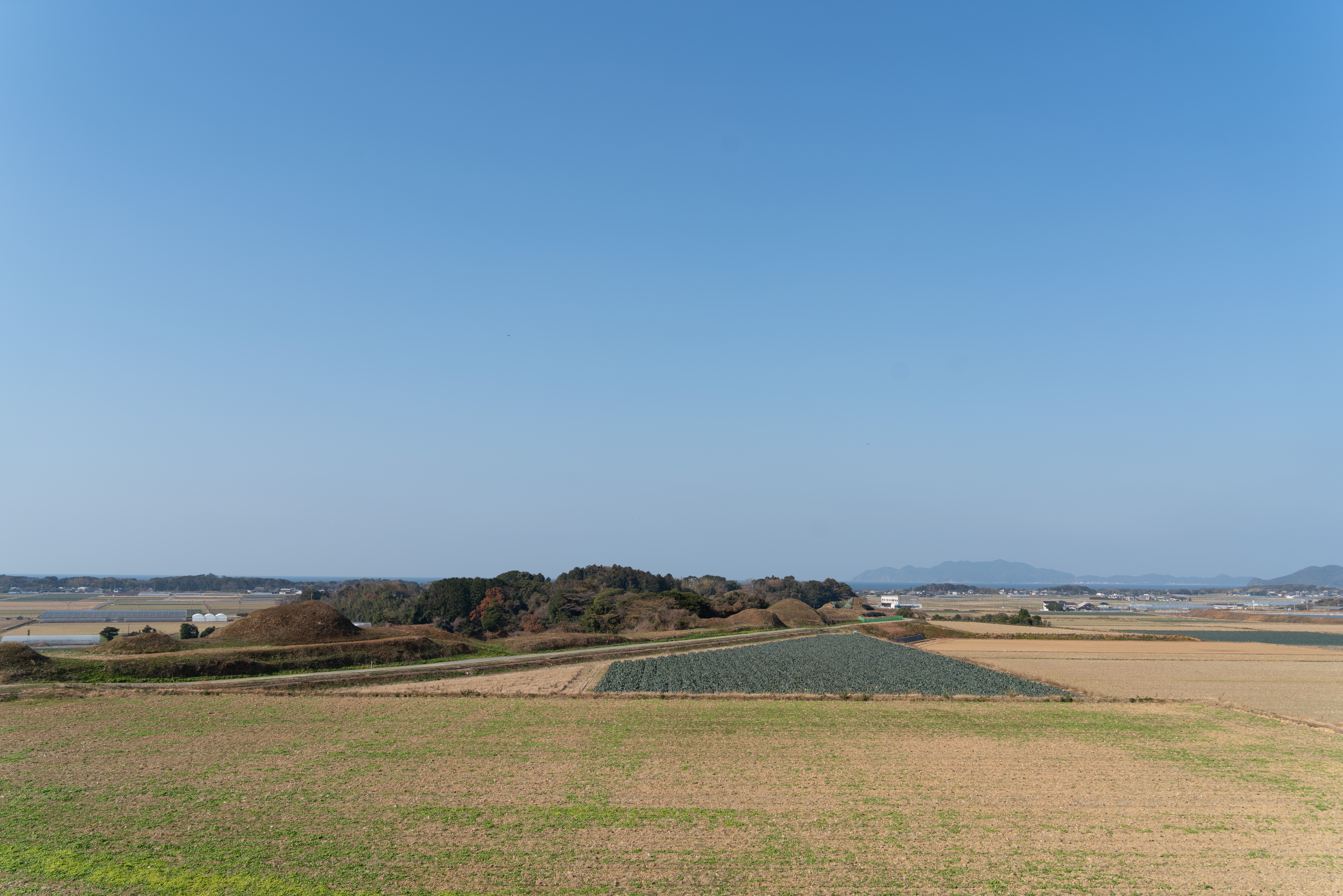
新原・奴山古墳群遠景

新原・奴山古墳群（しんばる・ぬやまこふんぐん）は、福岡県福津市の対馬見山系にある、津屋崎古墳群の一角を成す古墳群。国の史跡に指定されている（史跡「津屋崎古墳群」に包含）。5世紀後半～6世紀後半の古墳時代中期後半に造営され、被葬者は宗像氏関係者と推定される。古墳群の名称は、福津市勝浦の字「新原」と「奴山」地区に跨ることによる。
2017年（平成29年）、「神宿る島」宗像・沖ノ島と関連遺産群の構成資産の一つとして、世界文化遺産に登録された。
古墳が世界遺産に登録された国内最初の例である。

## 概要
新原・奴山古墳群は、東西800メートルの丘陵地上に前方後円墳5基、方墳1基、円墳41基が現存し、便宜的に通し番号が付されている。この他、過去の記録や発掘調査・地形測量により、周囲の田圃開削により失われた古墳が18基あったことが確認されており、それらにも通し番号が付されている。古墳造営当時は丘陵地の西側に接して入海（現在の津屋崎湾が深く入り込む入り江）があったが徐々に後退し、江戸時代に干拓され塩田となり、明治時代以降水田となった。古墳群の周辺にはため池（月花池・原田池・招池・伏原池）が点在するが、これは近世以降に作られた灌漑用であり、古墳とは無関係。丘陵地は国道495号によって分断されている。古墳石室に使用された玄武岩は玄界灘の相島から船によって運ばれたと推定されている。

## 古墳の一覧
- 1号墳…推定全長50メートルの前方後円墳だが、方墳部分は失われている。5世紀前半の造営で、葺石が葺かれている。
- 2～6号墳…道路と民有地施設の削平により遺存せず
- 7号墳…一辺20～24メートル、宗像地方で唯一の方墳。5世紀前半の造営。沖ノ島の祭祀遺構と共通する鉄斧が出土しており、祭祀場としても使われた可能性がある
- 8～11号墳…6世紀代の小円墳
- 12号墳…全長43メートルの前方後円墳。5世紀後半の造営
- 13～19号墳…6世紀代の小円墳
- 20号墳…中規模円墳、葺石が葺かれている。5世紀代の造営
- 21号墳…直径17メートルの円墳。5世紀前半の造営。墳丘上に鎌倉時代の新原百塔板碑（県指定文化財）がある
- 22号墳…推定全長80メートルの前方後円墳だが、方墳部分は失われている。5世紀前半の造営。新原・奴山古墳群の中で最大規模で、最古の部類に属す。周溝と周堤も巡らされていた。墳丘上には後世に祀られた縫殿宮の石祠がある
- 23号墳…6世紀代の小円墳
- 24号墳…全長53メートルの前方後円墳。5世紀前半の造営で、22号墳と並ぶ最古の部類
- 25号墳…中規模円墳、葺石が葺かれている。5世紀代の造営
- 26～29号墳…小円墳、丘陵地の斜面に造営されている。6世紀後半の造営
- 30号墳…全長54メートルの前方後円墳。5世紀中頃～後半の造営
- 31～43号墳…6世紀代の小円墳
- 44・45号墳…削平され遺存せず
- 46～48号墳…6世紀代の小円墳
- 49～59号墳…田圃開削で削平され遺存せず

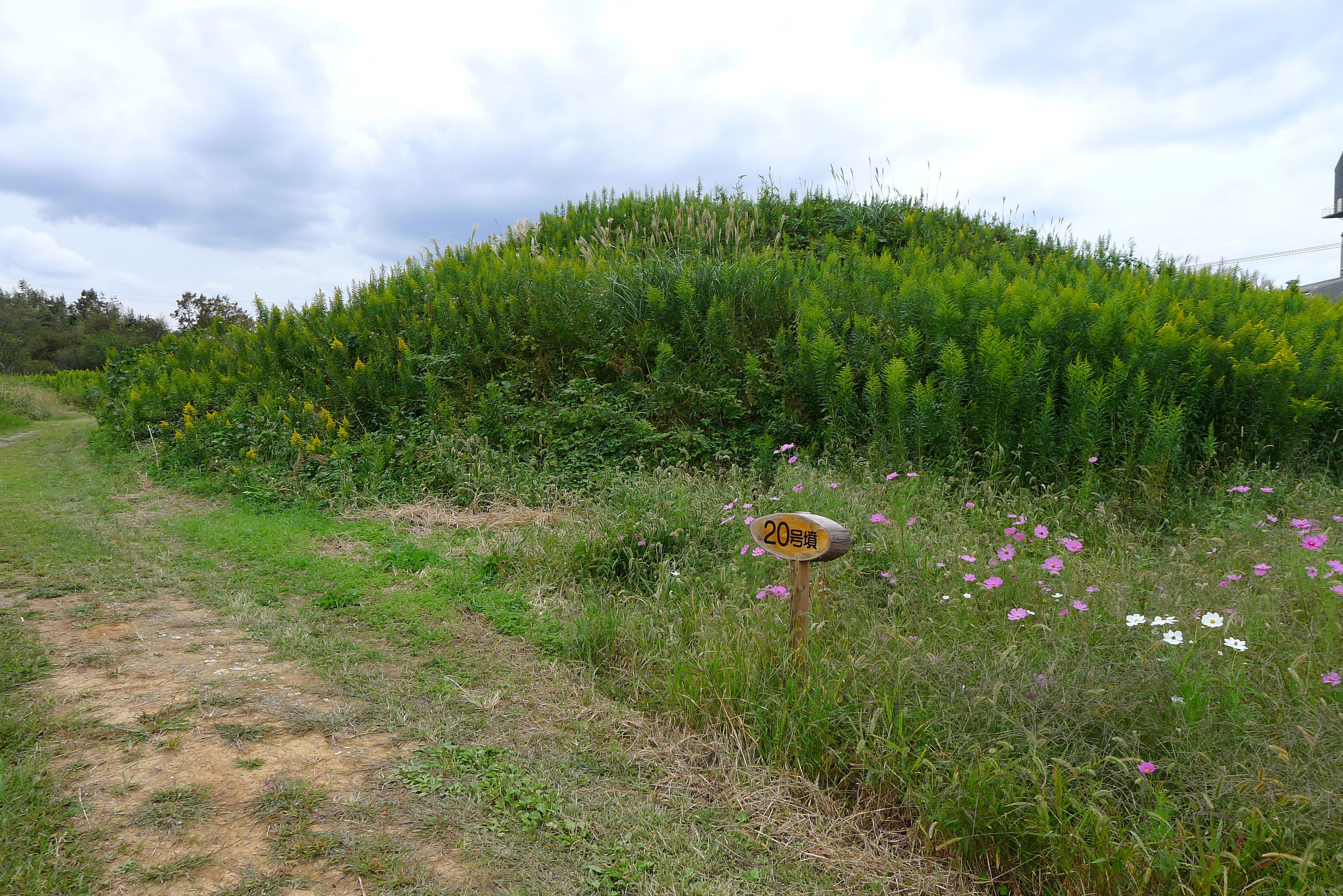
20号墳
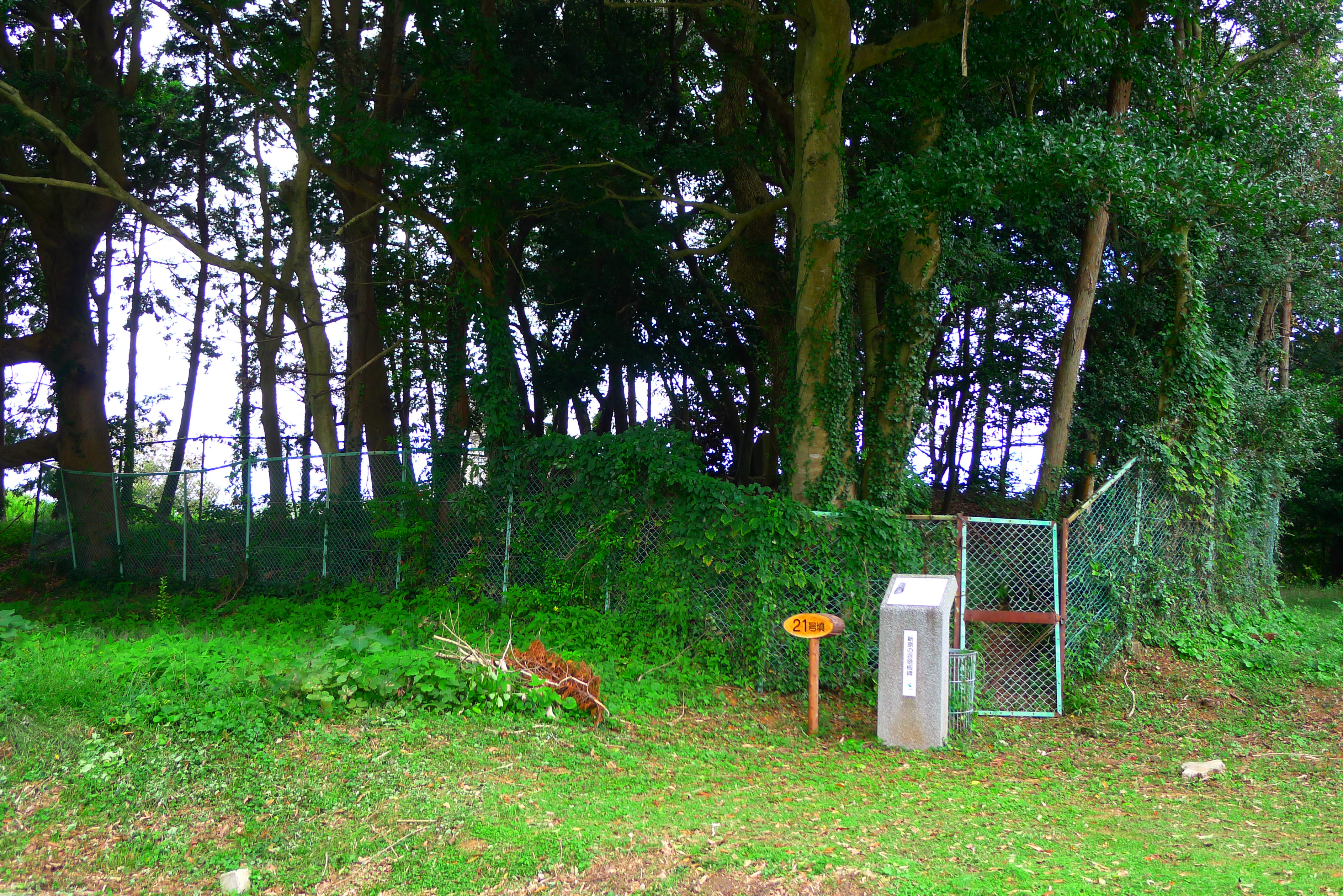
21号墳
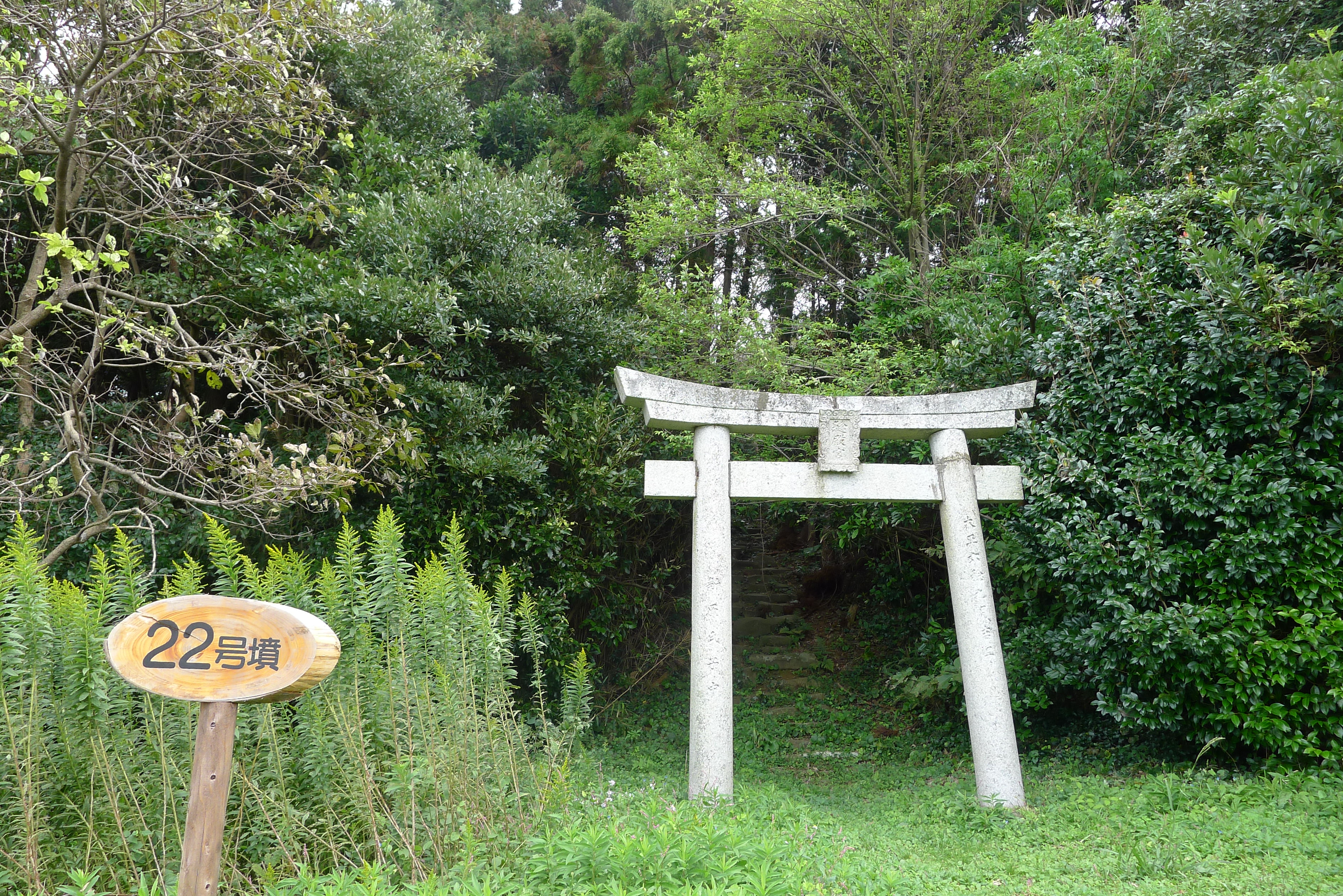
22号墳
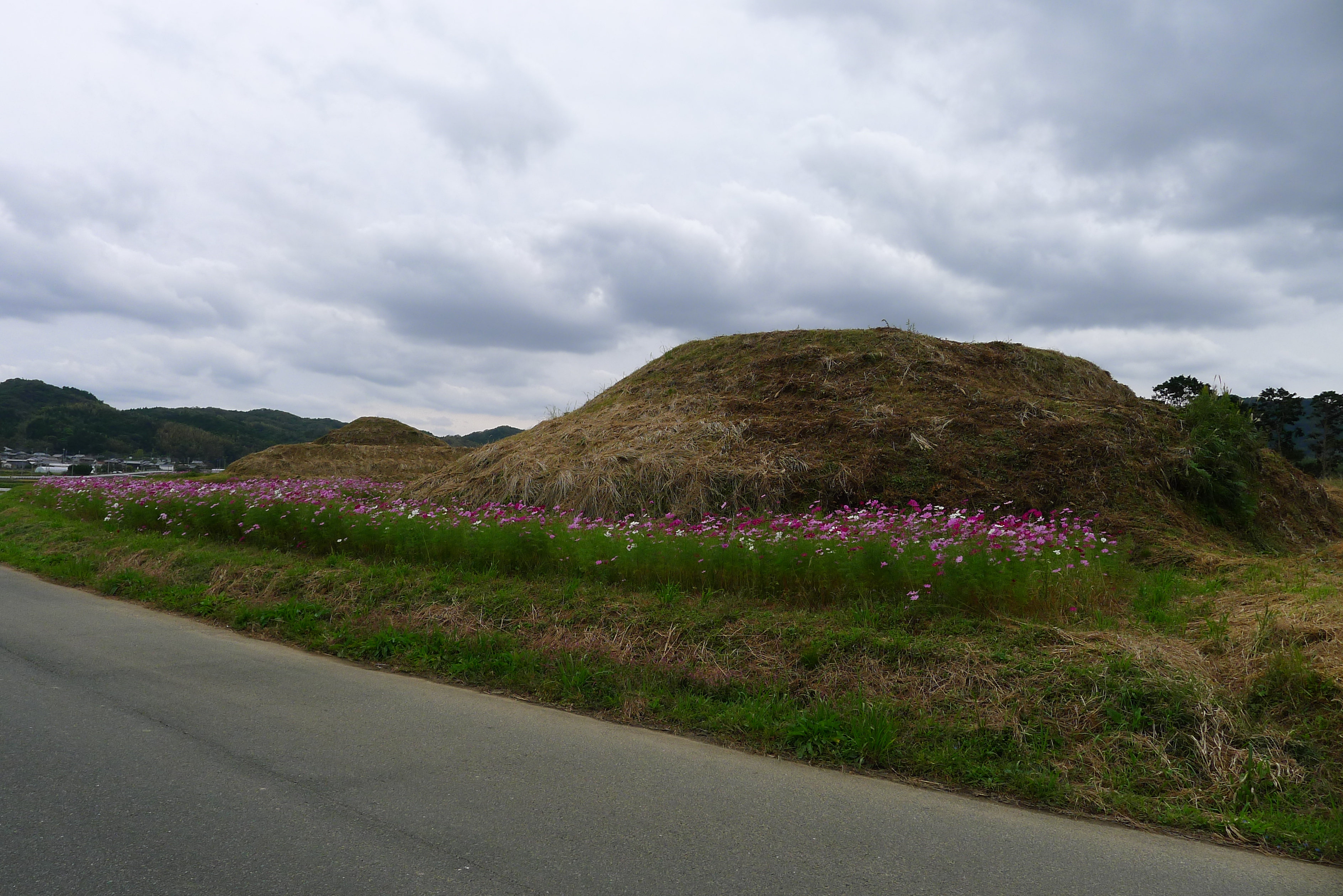
34～36号墳

推薦に至る過程で、桜京古墳・東郷高塚古墳そして新原・奴山古墳群を包括する津屋崎古墳群の勝浦峯ノ畑古墳や宮地嶽古墳などが選考から漏れていった。新原・奴山古墳群が残った理由は、宗像大社（宗像三女神）信仰の根幹となる海神（海洋）崇拝を表現する海（玄界灘）に面した「海と一体的な景観」（文化的景観）が保持されている立地条件が推薦書に明記されたことによる。こうした経緯からやや内陸に位置する桜京古墳・東郷高塚古墳が除外され、宮地嶽古墳は宮地嶽神社の奥宮として宗像信仰とは異なる対象となっているため候補から外された。
新原・奴山古墳群では景観法の眺望景観重点区域を適用して、大島を望む古墳周辺の農地田園風景を保全し、屋外広告物法や条例により不調和な建物や看板などを随時撤去してゆく。

## 世界遺産登録後の動向
平成30年7月豪雨により、古墳の一部が崩壊した。

## アクセス
- JR鹿児島本線福間駅からふくつミニバス勝浦線に乗車し「昭和学園前（新原奴山古墳群前）」下車すぐ。但し、駅からは右回り・左回りそれぞれ2本ずつと本数が少ない。その他、旧津屋崎中心部の「カメリアステージ」を起終点とする便が1日1便程度ある。
- 同福間駅から西鉄バス福間海岸・東町経由神湊波止場ゆきもしくは東郷駅ゆきに乗車し「奴山口」下車、徒歩18分(1.4km)。

- マイカーの場合、九州自動車道古賀インターチェンジからおよそ13㎞。